# Bridge and Tunnel
Bridge and Tunnel är en amerikansk komedi- och dramaserie vars första säsong består av sex avsnitt. Serien hade premiär den 24 januari 2021. Seriens andra och sista säsong, också den bestående av sex avsnitt hade premiär den 10 juli 2022. Serien är en skapad av Edward Burns som även svarat för såväl regi som manus.

## Handling
Serien utspelar sig i New York och kretsar kring tre bästa vänner som efter att de gått ut college ger sig ut för att förverkliga sina drömmar på Manhattan, men utan att släppa greppet om hemmiljön på Long Island.

## Rollista i urval
- Sam Vartholomeos - Jimmy Farrell
- Caitlin Stasey - Jill Shore
- Gigi Zumbado - Tammy Ocampo
- JanLuis Castellanos - Mikey Diaz
- Brian Muller - Nick 'Pags' Pagnetti
- Edward Burns - Artie Farrell
- Isabella Farrell - Stacey Ross
- Erica Hernandez - Genie Farrell
- Barrett Wilbert Weed - Lizzie Pagnetti